# ألفريدو كولومبو
ألفريدو كولومبو (بالإيطالية: Alfredo Colombo)‏ (25 يوليو 1921 في إيطاليا - ) هو لاعب كرة قدم إيطالي في مركز الوسط. لعب مع إنتر ميلان ونادي ألساندريا ونادي بيستويسي وSSD Sanremese Calcio ‏ وايه سي ماجنتا ‏ وASD Gallarate Calcio ‏.

## وصلات خارجية
- ألفريدو كولومبو على موقع عالم كرة القدم.نت (الإنجليزية)